# The Pentacle
Il Pentacle, o Pentacle (dall'inglese Il Pentacolo), è un gruppo di super criminali presenti nei fumetti DC Comics, e fu la controparte del gruppo di super eroi Shadowpact. Creato da Bill Willingham, Il Pentacolo comparve per la prima volta in Shadowpact n. 1 (luglio 2006).

## Shadowpact
Quando la leader del Pentacle, Strega, creò un'impenetrabile barriera di emoglobina a forma di bolla, lo Shadowpact fu chiamato dallo Straniero Fantasma, che aprì un passaggio nella bolla perché potessero entrarvi e scoprire cosa stava accadendo all'interno. Il Pentacle aveva preso possesso di una parte della città e stava utilizzando i residenti come sacrifici umani per completare un incantesimo usato da Strega. Non appena gli Shadowpact entrarono nella bolla, Nightshade incappò in uno dei membri del Pentacle, Sorella Ombra, e le due entrarono in battaglia.
Intanto, il resto del Pentacle fu allertato dalla presenza degli Shadowpact e i due gruppi cominciarono a combattersi a vicenda. Durante il combattimento, si capì che il Pentacle era speculare agli Shadowpact. Mentre i tutti i membri del Pentacle misero fuori combattimento le proprie controparti, nessuno di loro uccise gli eroi e invece li portarono a Strega così che li potesse imprigionare. Tuttavia, solo un membro del Pentacle, Karnevil, non seguì gli ordini. Invece di portare la sua controparte, il Detective Chimp, a Strega, Karnevil lo legò e si preparò a torturarlo.
Quando Karnevil ritornò da Strega senza il Detective Chimp, Strega gli ordinò di ritrovarlo così che potesse essere imprigionato insieme ai suoi compagni. Quando Karnevil tornò nel luogo in cui aveva lasciato Chimp, quest'ultimo era fuggito e quindi sconfisse Karnevil con facilità. Quindi, un altro membro del Pentacle, il Bianconiglio, si sentì disgustato dal modo di uccidere di Strega, e così libero gli Shadowpact. L'Incantatrice lo mise fuori combattimento, però, sapendo che in ogni caso di lui non ci si poteva fidare. Mentre l'Incantratrice e Nightmaster pensarono a un incantesimo per disfare la bolla protettiva, il resto della squadra (Detective Chimp escluso) sconfissero il resto del Pentacle. Quando il Detective Chimp finalmente si incontrò con gli altri, l'incantesimo dell'Incantatrice ebbe effetto, e la barriera fu abbattuta. Dopo che gli Shadowpact scoprirono che Strega era scappata, capirono che tutto il tempo che passarono nella bolla, era passato un anno al di fuori della barriera, facendo invecchiare tutti di un anno non appena l'incantesimo di Incantatrice fece effetto.
Blue Devil inviò Jack di Fuoco all'Inferno con il suo tridente, mentre Nightshade intrappolò i restanti quattro in cubi di oscurità e quindi gli Shadowpact li inviarono alla Torre Nera, una prigione in un'altra dimensione.

### Situazione corrente
Il Pentacle al momento è sciolto e non fu più messo in piedi dopo che tutti i membri furono imprigionati. Jack di Fuoco, il Bianconiglio, Sorella Ombra e Bagman non si videro più da quando furono inviati alla Torre Nera, non apparendo più in nessun fumetto sugli Shadowpact o in nessun altro fumetto. Strega ritornò velocemente nella serie Shadowpact. Liberò uno stregone di nome Dottor Gotham e con lui cercò di invocare un Re Sole. Strega credeva che molti umani dovevano essere sacrificati perché l'invocazione funzionasse, e invece fu ingannata da Dottor Gotham che sapeva che doveva essere sacrificata una sola persona: fece venire a Strega il cancro in uno stadio così avanzato che la uccise in pochissimi minuti. Anche Strega non comparve più in nessun numero di Shadowpact e in nessun altro fumetto.
L'unico altro personaggio del Pentacle che ebbe numerose comparse in altri fumetti e viene ancora usato come avversario è Karnevil. Comparve in un altro numero di Shadowpact, dove riuscì a fuggire dalla Torre Nera mettendo fuori combattimento la guardia e ritornando sulla Terra attraverso un portale da cui arrivavano i beni alla Torre Nera. Karnevil comparve in molti altri fumetti scritti da Bill Willingham.

## Membri
- Strega - leader del Pentacle e controparte di Incantatrice. Strega è una strega e la maggior parte dei suoi incantesimi sono alimentati dal sangue, cosa per cui necessita sempre di sacrifici umani. Fu uccisa durante un'invocazione e possiede la longevità.
- Jack di Fuoco (Jack Cassidy) - controparte di Blue Devil. Jack possiede forza e resistenza demoniaca e può creare getti di fuoco. Affermò di essere il fratello maggiore di Blue Devil, e che hanno una sorella di nome Mary. Jack disse anche che i suoi genitori furono cacciati dal Paradiso e portati all'Inferno a causa del patto che Blue Devil fece con il demone Neron[2] (confermato dai suoi genitori[7] e da un demone[8]). Jack mostrò un profondo odio per Blue Devil[2].
- Il Bianconiglio - controparte di Nightmaster. Albino, possiede una spada magica, con cui è particolarmente abile. Quest'arma è in grado di rendere una persona incosciente anche con il graffio più infimo[2]. Il Bianconiglio disprezza l'omicidio di massa.
- Bagman - controparte di Ragman. Bagman può tramutarsi in una specie di gelatina, e quindi assorbire e digerire la materia[2].
- Sorella Ombra - controparte di Nightshade. Può tramutarsi in varie creature ombrose[1].
- Karnevil (Jeremy Karne) - controparte di Detective Chimp. Karnevil non ha super poteri, è un adolescente sociopatico ossessionato dall'omicidio. Affermò di essere morto e di essere stato all'Inferno ma i demoni lo riportarono in vita in quanto causò loro troppo guai[3].